# Siarnak (luna)

Siarnak  je progradni nepravilni naravni satelit (luna) Saturna.

## Odkritje in imenovanje
Luno Siarnak je odkril v letu 2000 Brett J. Gladman s sodelavci,. Njeno začasno ime je bilo S/2000 S 3. Uradno ime je dobila leta 2003 po Siarnaku iz inuitske mitologije 

## Lastnosti
Luna Siarnak ima premer okoli 40 km. Kroži okroži Saturn na poprečni razdalji 17,500.000 km v 895 dneh. Je največja članica Inuitske skupine Saturnovih satelitov.
Na površini je Siarnak rdeče barve (barvni indeks R-V=0,87, R-V = 0,48)
Je svetlordeča, podobno kot so lune Kiviuk in Paaliak iz iste skupine. To kaže na to, da je skupina nastala z razpadom večjega telesa.
Ugotovili so tudi, da je luna Siarnak v sekularni resonanci s Saturnom.